# Barrage de Karun-3
Le  barrage de Karun-3 est un barrage hydroélectrique sur le fleuve Karoun, dans la province du Khouzestan en Iran. Il a été mis en service en 2005.
Avec une puissance installée de 2 000 MW et une production électrique moyenne de 4 137 GWh/an, il est l'un des plus puissants d'Iran. Il est en outre le plus grand barrage-voûte du Moyen-Orient.

## Objectifs
Il a été construit pour satisfaire les demandes énergétiques de l'Iran ainsi que pour pouvoir contrôler les inondations. Le Karun a la décharge la plus élevée des rivières iraniennes. Les objectifs de la construction du barrage de Karun III et de sa centrale hydro-électrique sont l'approvisionnement en énergie électrique et le contrôle des inondations. Les turbines du Karun III sont reliées au réseau national d'électricité en cas de production d'électricité maximale. La conception du barrage permet une éventuelle augmentation de capacité à 3 000 MW.

## Description
Le barrage de Karun-3 est un barrage-voûte à double courbure, de 205 m de haut de la base et de 185 m de haut du lit de fleuve. Il est large de 5 m à son sommet. La conception d'une arche de voûte est idéale pour un barrage construit dans une gorge rocheuse étroite, dans le but de retenir l'eau dans un réservoir. 